# Cessenon-sur-Orb
Cessenon-sur-Orb è un comune francese di 2 062 abitanti situato nel dipartimento dell'Hérault nella regione dell'Occitania. Come si evince dal nome, il comune si affaccia sulle rive dell'Orb.

## Società

### Evoluzione demografica
Abitanti censiti